# Keston Lewis
Keston Lewis (sinh ngày 4 tháng 9 năm 1981) là một cầu thủ bóng đá người Trinidad và Tobago-Bermuda, hiện tại thi đấu cho North Village Rams.

## Sự nghiệp

### Câu lạc bộ
Lewis khởi đầu sự nghiệp cùng với the PHC Zebras, và thi đấu cho đội bóng ở Bermudian Premier Division trước khi gia nhập Bermuda Hogges ở USL Second Division năm 2009.
Sau đó anh thi đấu cho Flanagan's Onions và gia nhập North Village Rams vào mùa hè năm 2015.